# 소닉 더 헤지호그 (OVA)
(소닉 더 헤지호그 OVA)은 세가의 비디오 게임 프랜차이즈를 기반으로 한 1996년 일본 오리지널 비디오 애니메이션 (OVA) 2부작이다. OVA는 1996년 1월 26일 (1화)과 1996년 3월 22일 (2화)에 일본에서 처음 발매되었고 1999년 9월 7일 북미에서 직접 비디오 영화로 개봉.

## 줄거리
소닉이나 테일즈나 느긋하게 시간을 보내고 있을 때 대통령의 집사가 소닉의 집에 찾아와, 급한 용무가 있으니 대통령의 관저까지 와달라고 요구한다. 그곳에서는 대통령과 그의 딸 세라를 인질로 붙잡은 닥터 에그맨이 기다리고 있었다.

## 개봉일
- 일본: 1996년 1월 26일 ~ 1996년 3월 22일
- 대한민국: 1997년 3월 20일
- 미국: 1999년 9월 7일

## 등장인물
- 소닉

성우: 키쿠치 마사미/이미자/마틴 버크
푸른 고슴도치. 세계에서 가장 빠른 발을 자랑하는이 이야기의 주인공.
- 테일즈

성우: 시이나 헤키루/정희선/레니 프레이저
메카에 정통한 아이 여우에서 소닉의 친구. 조금 마음이 약한 곳도 있지만 강하고 이성적인 판단 능력과 분석 능력이 뛰어나다.
- 너클즈

성우: 마츠모토 야스노리/안정현/빌 와이즈
보물 사냥꾼을 하고있는 붉은 바늘 두더지에서 소닉 & 꼬리는 구면의 사이. 제1권의 종반에 등장, 소닉들과 공동 투쟁한다.
- 닥터 에그맨

성우: 故 타키구치 준페이/황일청/에드윈 닐
행성 자유의 안쪽 「어둠의 땅 "에 쌓은 거점 에그맨 랜드에서 '하늘의 대지'를 향한 다양한 부정하는 과학자, 소닉에"말의 100에 99은 거짓말 "이라고 말해 있을 정도.
- 메탈 소닉

성우: 키쿠치 마사미/리미자/게리 데한
에그맨이 소닉 라이프 데이터를 통합 만들어 낸 소닉 닮은 로봇.
- 세라

성우: 카나이 미카/사샤 비시
대통령의 딸에서 자유 분방 제멋대로 기가 센 성격. 소닉을 좋아. 에그맨 그녀를 좋아하는 모습이지만, 전혀 상대되지 않았습니다.

## 에피소드 목록
- 1. 에그맨 랜드로 향해라
- 2. 소닉 VS 메탈 소닉